# Troféu HQ Mix de melhor publicação juvenil
Publicação juvenil é uma das categorias do Troféu HQ Mix, premiação brasileira dedicada aos quadrinhos que é realizada pela Associação dos Cartunistas do Brasil (ACB) e pelo Instituto do Memorial das Artes Gráficas do Brasil (IMAG) desde 1989.

## História
As categorias "Álbum infantil" e "Revista infantil" foram criadas na primeira edição do Troféu HQ Mix, em 1989, com o objetivo de premiar obras em quadrinhos voltadas a crianças. A categoria "Álbum infantil" não foi concedida entre 1990 e 1997, tendo voltado em 1998.
A partir de 2008, as duas categorias foram unificadas como "Publicacão infantil", recebendo o nome de "Publicação infantojuvenil" no ano seguinte. Em 2016, a categoria foi subdividida em "Publicação infantil" e "Publicação juvenil". Os vencedores são escolhidos por votação entre profissionais da área (roteiristas, desenhistas, jornalistas, editores, pesquisadores etc.) a partir de uma lista de indicados elaborada pela comissão organizadora do evento.

## Vencedores e indicados
| Ano  | Obra                                                                  | Autor(es)                                                             | Editora                                                               | Outros indicados | Notas         |
| ---- | --------------------------------------------------------------------- | --------------------------------------------------------------------- | --------------------------------------------------------------------- | --- | ------------- |
| 2016 | Turma da Mônica - Lições                                              | Vitor Cafaggi e Lu Cafaggi                                            | Panini                                                                | - Astromini – Polvo Rosa Books - Bete Vive – Jonatan – INDEPENDENTE - Graphic MSP Penadinho: Vida – PANINI - Ledd – Vol.4 – JAMBÔ - O Monstro – Filhos de Quíron – MARSUPIAL/JUPATI - Pogando – SESI-Quanta Quadrinhos - Relicário – INDEPENDENTE - Smile – DEVIR - Turma da Mônica Jovem # 78, 79, 80, 81, 82, 83, 84, 85, 86,87, 88 – PANINI | [ 5 ] [ 6 ]   |
| 2017 | Mônica - Força                                                        | Bianca Pinheiro                                                       | Panini                                                                | - Bidu: Juntos (PANINI) - HITOMI (Balão Editorial) - HORO – O CASTELO DA NEBLINA (independente) - MISS MARVEL – QUESTÕES MIL (PANINI) - O SEGREDO DA FLORESTA (PANINI) - ORANGE 05 (JBC) - PÁGINAS EM BRANCO (independente) - TURMA DA MÔNICA JOVEM (PANINI) - VALENTINE VOL 1 (SESI-SP Editora) | [ 7 ] [ 8 ]   |
| 2018 | Chico Bento - Arvorada                                                | Orlandeli                                                             | Panini                                                                | - Até o fim - Beasts of Burden: rituais animais - Blacksad – vol. 1 – Algum lugar em meio às sombras - Escolhas - Graphic MSP vol.17: TM Lembranças - Hilda e o Troll - O monstro – A casa no fim da rua - Paper girls - Verões felizes – Vol. 2 – A Calanque | [ 9 ] [ 10 ]  |
| 2019 | Jeremias - Pele                                                       | Rafael Calça e Jefferson Costa                                        | Panini                                                                | - Dias Gigantes - Lumberjanes – Um plano terrível - Neurocomic – A caverna das memórias - Os Vampiros - Paper Girls - Um pedaço de madeira e aço - Uma Dobra no Tempo - Up and Ahead - Verões Felizes 3 | [ 11 ] [ 12 ] |
| 2020 | Tina: Respeito Fefê Torquato / Panini Comics                          | Tina: Respeito Fefê Torquato / Panini Comics                          | Tina: Respeito Fefê Torquato / Panini Comics                          | - A Heroica Lenda de Arslan nº 1 (Hiromu Arakawa e Yoshiki Tanaka / JBC) - Cabra D'Água e a Peleja Contra os Gigantes (Airton Martinho, Lederly Mendonça e Leopoldo Anjo / Draco) - Golias (Tom Gauld / Todavia) - Luz Que Fenece (Barbara Baldi / Pipoca & Nanquim) - Malu: Pequena, Comum e Extraordinária (José Aguiar / Quadrinhofilia) - O Mundo de Yang: Rumo ao Sul (Orlandeli / Gambatte) - Os Mundos de Liz (Daniel Brandão / Noir) - Província Negra (Kaled Kanbour e Kris Zullo / Gabaju) - Umbrella Academy: Hotel Oblivion (Gerard Way e Gabriel Bá / Devir) | [ 13 ] [ 14 ] |
| 2021 | Jeremias: Alma Rafael Calça e Jefferson Costa / editora Panini Comics | Jeremias: Alma Rafael Calça e Jefferson Costa / editora Panini Comics | Jeremias: Alma Rafael Calça e Jefferson Costa / editora Panini Comics | - Arlequina: Quebrando Vidraças (Mariko Tamaki e Steve Pugh / Panini Comics) - Beasts of Burden: Guardiões da Vizinhança (Vários autores / Pipoca & Nanquim) - Boa Sorte (Helena Cunha / independente) - Diorama 7 nº 2 (Rodrigo de Freitas / independente) - Funny Creek (Rafael Scavone, Eduardo Medeiros e Rafael Albuquerque / Pipoca & Nanquim) - O Príncipe e a Costureira (Jen Wang / DarkSide) - O Regresso de Jaspion (Fábio Yabu e Michel Borges / JBC - Orixás: Os Nove Eguns (Alex Mir, Alex Rodrigues, Laudo Ferreira, Al Stefano e Omar Viñole / independente) - Outros Verões (Luciano Freitas / independente) - Valkíria: Guerra Fria (João Carpalhau, Jorge de Barros e Alex Genaro / Capa Comics)              | [ 15 ] [ 16 ] |
| 2022 | Arlindo Ilustralu / Seguinte                                          | Arlindo Ilustralu / Seguinte                                          | Arlindo Ilustralu / Seguinte                                          | - Alice Através do Muro Volume Um (Eric Peleias, Luke Ross e Marco Lesko / independente) - Almanaque Guará (Vários autores / Universo Guará) - Chico Bento: Verdade (Orlandeli / Panini Comics) - Este Era o Nosso Pacto (Ryan Andrews / Conrad) - Juquinha: O Solitário Acidente da Matéria (Max Andrade / Draco) - O Mundo de Yang: Dois Cortes (Orlandeli / independente) - Orixás: Revolta dos Eguns (Alex Mir, org. / independente) - Sankofa: A História dos Afro-Curitibanos (Raphaela Corsi / Humaita) - Saros 136 (Alexey Dodsworth e Ioannis Fiore / Draco) | [ 17 ] [ 18 ] |
| 2023 | Anjinho: Além Max Andrade / Panini Comics                             | Anjinho: Além Max Andrade / Panini Comics                             | Anjinho: Além Max Andrade / Panini Comics                             | - Afeto (Natália Sierpinski e Vivi Melancia / Outside.co) - Calmaria (Melissa Garabeli e Phellip Willian / independente) - Corso (Danilo Beyruth / Comix Zone) - Ebó 2.222 (Alex Mir e Daiandreson Victor / Ultimato do Bacon) - Era uma Vez e Outros Contos de Júlia Lopes de Almeida (Germana Viana / Editora do Brasil) - Holy Avenger: Paladina Volume 2 (Marcelo Cassaro e Erica Awano / Jambô) - Orixás: Do Orum ao Ayê (Alex Mir, Caio Majado e Omar Viñole / Peirópolis) - Samurai Doggy (Chris Tex e Santtos / independente) - Sem Norte: A Bússola Perdida (Raquel Morais Simoso / Aventura) - Triste República: A Primeira República Comentada por Lima Barreto (Spacca e Lilia Moritz Schwarcz / Quadrinhos na Cia.) | [ 19 ] [ 20 ] |